# باول كارتر (منتج أسطوانات)
باول كارتر (بالإنجليزية: Paul Carter)‏ هو مغن مؤلف ومنتج أسطوانات وكاتب أغاني بريطاني، ولد في 12 ديسمبر 1988.

## وصلات خارجية
- باول كارتر على موقع IMDb (الإنجليزية)
- باول كارتر على موقع ميوزك برينز (الإنجليزية)